# Common Ground (Above & Beyond)
Common Ground è il sesto album del gruppo trance Inglese Above & Beyond, pubblicato il 26 gennaio 2018 dalla Anjunabeats.

## Tracce
1. The Inconsistency Principle – 3:16
2. My Own Hymn (feat. Zoë Johnston) – 3:48
3. Northern Soul (feat. Richard Bedford) – 5:35
4. Naked (feat. Justine Suissa) – 5:23
5. Sahara Love (feat. Zoë Johnston) – 5:07
6. Happiness Amplified (feat. Richard Bedford) – 5:32
7. Is It Love (1001) – 5:44
8. Cold Feet (feat. Justine Suissa) – 5:35
9. Tightrope (feat. Marty Longstaff) – 3:24
10. Alright Now (feat. Justine Suissa) – 5:37
11. Bittersweet & Blue (feat. Richard Bedford) – 5:26
12. Always (feat. Zoë Johnston) – 4:10
13. Common Ground – 3:32